# Cybaeopsis spenceri
Cybaeopsis spenceri är en spindelart som först beskrevs av Robin Ernest Leech 1972.  Cybaeopsis spenceri ingår i släktet Cybaeopsis och familjen mörkerspindlar. Inga underarter finns listade i Catalogue of Life.